# Các vụ đánh bom nhà thờ Chúa nhật Lễ Lá
Vào ngày Chúa nhật Lễ Lá, ngày 9 tháng 4 năm 2017, hai vụ đánh bom tự sát được kích nổ tại Nhà thờ Thánh George tại thành phố Tanta, miền Bắc Ai Cập và Nhà thờ chính tòa Thánh Marcus, nơi đặt tòa giám mục của giáo hoàng Copt tại thành phố Alexandria.
Ít nhất 45 người thiệt mạng và hơn 136 người bị thương. Sau cuộc tấn công, Tổng thống Ai Cập Sisi đã triệu tập hội đồng an ninh của nước này. Tổ chức Nhà nước Hồi giáo Iraq và Levant (còn gọi là ISIS hoặc ISIL) đã tuyên bố trách nhiệm về các vụ tấn công trong một tuyên bố trực tuyến.

## Bối cảnh
Vào tháng 2 năm 2017, ISIL đã kêu gọi các cuộc tấn công vào các tín đồ Kitô giáo, và cuộc nổi dậy Sinai ngày càng khiến các Kitô hữu phải bỏ chạy.

## Vụ đánh bom
Vào Chúa nhật Lễ Lá, ngày 9 tháng 4 năm 2017, hai vụ đánh bom đã xảy ra tại Nhà thờ Thánh George ở Tanta thuộc vùng đồng bằng sông Nile và Nhà thờ Thánh Mark, nhà thờ chính tòa ở Alexandria, nơi đặt tòa giám mục của giáo hoàng Copt. Giáo hoàng Tawadros II của Alexandria, Thượng phụ của Giáo hội Chính thống giáo Copt, vừa rời khỏi nhà thờ, và không hề hấn gì.
Các đoạn phim trong Tanta cho thấy mọi người tập hợp tại nhà thờ, hát thánh ca. Video đột ngột bị nhòe và xuất hiện tiếng la hét kinh hoàng và tiếng khóc. Một nhân chứng cho vụ tấn công nói rằng "Mọi thứ đều bị phá hủy bên trong nhà thờ". Ông giải thích rằng có vẻ như một thiết bị nổ đã được đặt gần bàn thờ, và các linh mục và dàn hợp xướng nhà thờ nằm trong số những người bị thương.
Các cuộc tấn công diễn ra vài tuần lễ trước chuyến thăm Ai Cập đã được dự kiến của Giáo hoàng Phanxicô.

## Thương vong
Ít nhất 29 người được cho là đã chết ở Tanta với 70 người bị thương. Có 16 người thiệt mạng ở Alexandria với 66 người bị thương. Tổng số thương vong là 45 người chết và 136 người bị thương. Số người chết dự kiến sẽ tăng lên.

## Thủ phạm
Nhà nước Hồi giáo Irac và nhóm Levant - Sinai đã tuyên bố trách nhiệm về các vụ tấn công trong một tuyên bố trực tuyến thông qua hãng tin Amaq, nói rằng "Một đơn vị an ninh của Nhà nước Hồi giáo đã tiến hành các cuộc tấn công chống lại hai nhà thờ tại các thành phố Tanta và Alexandria ".
Trước đó, nhóm này đã nhận trách nhiệm về vụ ném bom nhà thờ Botroseya vào tháng 12 năm 2016 tại nhà thờ St. Peter và St. Paul ở Cairo, làm 29 người thiệt mạng và 47 người khác bị thương.

## Phản ứng
Tổng thống Ai Cập Abdel Fattah el-Sisi đã triệu tập hội đồng an ninh, và nói rằng những người bị thương có thể được chăm sóc y tế tại các bệnh viện quân đội.
Chính phủ Canada, Đức, Pháp, Nga, Romania, Ba Lan, và Hoa Kỳ lên án các vụ tấn công ở Ai Cập. Giáo hoàng Phanxicô của Công giáo và Tổng giám mục tòa Canterbury Justin Welby của Anh giáo đều lên án các vụ tấn công.